# Joel Ramalho Júnior
Joel Ramalho Júnior (* 26. Dezember 1934 in Tombos, Minas Gerais) ist ein brasilianischer Architekt und Städtebauer. 

## Leben
Ramalho Júnior schloss 1959 sein Studium an der Fakultät für Architektur und Städtebau der Universität Mackenzie in São Paulo ab. Er zählt zu einer Generation modernistischer Architekten, die von Vilanova Artigas beeinflusst wurden. Ende der 1960er Jahre ließ er sich in Curitiba nieder, wo er in seinem eigenen Architekturbüro und für den Staat arbeitete. Er lehrte an der Universidade Federal do Paraná und an der Pontifícia Universidade Católica do Paraná. 2010 wurde er mit dem Architekturpreis Medalha de Ouro Oscar Niemeyer des Instituto de Arquitetos do Brasil ausgezeichnet.